# Красная Нива (Калинковичский район)
Красная Нива (бел. Красная Ніва) — деревня в Дудичском сельсовете Калинковичского района Гомельской области Беларуси.

## География

### Расположение
В 11 км на север от Калинкович, 2 км от железнодорожной станции Дудичи (на линии Жлобин — Калинковичи), 131 км от Гомеля.

## Транспортная сеть
Транспортные связи по просёлочной, затем автомобильной дороге Гомель — Лунинец. Планировка состоит из криволинейной улицы, близкой к меридиональной ориентации и застроенной деревянными крестьянскими усадьбами.

## История
Основана в начале XX века переселенцами из соседних деревень. Наиболее активная застройка относится к 1920-м годам. В 1929 году жители вступили в колхоз. Согласно переписи 1959 года в составе совхоза «Дудичи» (центр — деревня Дудичи).

## Население

### Численность
- 2004 год — 53 хозяйства, 109 жителей.

### Динамика
- 1959 год — 256 жителей (согласно переписи).
- 2004 год — 53 хозяйства, 109 жителей.